# Saudiarabien i olympiska sommarspelen 2008
Saudiarabien deltog i de olympiska sommarspelen 2008 som ägde rum i Peking i Kina.

## Friidrott
- Huvudartikel: Friidrott vid olympiska sommarspelen 2008

Förkortningar
- Noteringar – Placeringarna avser endast löparens eget heat
- Q = Kvalificerad till nästa omgång
- q = Kvalificerade sig till nästa omgång som den snabbaste idrottaren eller, i fältgrenarna, via placering utan att uppnå kvalgränsen.
- NR = Nationellt rekord
- N/A = Omgången ingick inte i grenen
- Bye = Idrottaren behövde inte delta i denna omgång

Herrar
Bana och landsväg
| Moukheld Al-Outaibi     | 5 000 m        | 13:47.00 | 6   | i.u.             | i.u.             | Gick inte vidare | Gick inte vidare |                  |                  |
| Mohammed Al-Salhi       | 800 m          | 1:47.02  | 2 Q | 1:47.14          | 6                | Gick inte vidare | Gick inte vidare | Gick inte vidare | Gick inte vidare |
| Mohammed Othman Shaween | 1 500 m        | 3:45.82  | 10  | Gick inte vidare | Gick inte vidare | Gick inte vidare | Gick inte vidare |                  |                  |
| Ali Ahmad Al-Amri       | 3 000 m hinder | 9:09.73  | 13  | i.u.             | i.u.             | Gick inte vidare | Gick inte vidare |                  |                  |

Fältgrenar
| Idrottare                   | Gren           | Kval    | Kval      | Final            | Final            |
| Idrottare                   | Gren           | Distans | Placering | Distans          | Placering        |
| --------------------------- | -------------- | ------- | --------- | ---------------- | ---------------- |
| Sultan Mubarak Al-Dawoodi   | Diskuskastning | 56.29   | 34        | Gick inte vidare | Gick inte vidare |
| Mohamed Salman Al-Khuwalidi | Längdhopp      | 7.93    | 14        | Gick inte vidare | Gick inte vidare |
| Hussein Taher Al-Sabee      | Längdhopp      | 8.04    | 8 q       | 7.80             | 11               |
| Sultan Abdulmajeed Alhebshi | Kulstötning    | 19.51   | 27        | Gick inte vidare | Gick inte vidare |

## Ridsport

### Hoppning
| Ryttare                                                          | Häst        | Gren                  | Kval     | Kval      | Kval     | Kval     | Kval      | Kval             | Kval             | Kval             | Final            | Final            | Final            | Final            | Final            | Totalt | Totalt    |
| Ryttare                                                          | Häst        | Gren                  | Omgång 1 | Omgång 1  | Omgång 2 | Omgång 2 | Omgång 2  | Omgång 3         | Omgång 3         | Omgång 3         | Omgång A         | Omgång A         | Omgång B         | Omgång B         | Omgång B         | Totalt | Totalt    |
| Ryttare                                                          | Häst        | Gren                  | Straff   | Placering | Straff   | Totalt   | Placering | Straff           | Totalt           | Placering        | Straff           | Placering        | Straff           | Totalt           | Placering        | Straff | Placering |
| ---------------------------------------------------------------- | ----------- | --------------------- | -------- | --------- | -------- | -------- | --------- | ---------------- | ---------------- | ---------------- | ---------------- | ---------------- | ---------------- | ---------------- | ---------------- | ------ | --------- |
| Ramzy Al Duhami                                                  | Allah Jabek | Individuell hoppning  | 2        | 28        | 5        | 7        | 15 Q      | 9                | 16               | 18 Q             | 8                | 23               | Gick inte vidare | Gick inte vidare | Gick inte vidare | 8      | 23        |
| Abdullah Al Saud                                                 | Obelix      | Individuell hoppning  | 10       | 56        | 30       | 40       | 60        | Gick inte vidare | Gick inte vidare | Gick inte vidare | Gick inte vidare | Gick inte vidare | Gick inte vidare | Gick inte vidare | Gick inte vidare | 40     | 60        |
| Faisal Al Shalan                                                 | Wido        | Individuell hoppning  | 11       | 61        | 16       | 29       | 58        | Gick inte vidare | Gick inte vidare | Gick inte vidare | Gick inte vidare | Gick inte vidare | Gick inte vidare | Gick inte vidare | Gick inte vidare | 29     | 58        |
| Kamal Bahamdan                                                   | Rivaal      | Individuell hoppning  | 11       | 61        | 12       | 26       | 54        | Gick inte vidare | Gick inte vidare | Gick inte vidare | Gick inte vidare | Gick inte vidare | Gick inte vidare | Gick inte vidare | Gick inte vidare | 26     | 54        |
| Ramzy Al Duhami Abdullah Al Saud Faisal Al Shalan Kamal Bahamdan | Se ovan     | Lagtävling i hoppning | i.u.     | i.u.      | i.u.     | i.u.     | i.u.      | i.u.             | i.u.             | i.u.             | 38               | 13               | Gick inte vidare | Gick inte vidare | Gick inte vidare | 38     | 13        |

## Simning
- Huvudartikel: Simning vid olympiska sommarspelen 2008

## Skytte
- Huvudartikel: Skytte vid olympiska sommarspelen 2008

## Tyngdlyftning
- Huvudartikel: Tyngdlyftning vid olympiska sommarspelen 2008